# Cécilia Berder
Cécilia Berder (Morlaix, 13 de desembre de 1989) és una esportista francesa que competeix en esgrima, especialista en la modalitat de sabre.
Va participar en dos Jocs Olímpics d'Estiu, i hi va obtenir una medalla de plata a Tòquio 2020, en la prova per equips (juntament amb Sara Balzer, Manon Brunet i Charlotte Lembach), i el cinquè lloc a Rio de Janeiro 2016, en la prova individual.
Va guanyar vuit medalles en el Campionat del Món d'esgrima entre els anys 2009 i 2019, i vuit medalles en el Campionat Europeu d'Esgrima entre els anys 2008 i 2019.

## Palmarès internacional
| Jocs Olímpics      | Jocs Olímpics           | Jocs Olímpics | Jocs Olímpics    |
| Any                | Lloc                    | Medalla       | Prova            |
| ------------------ | ----------------------- | ------------- | ---------------- |
| 2020               | Tòquio ( Japó)          | 2             | Sabre per equips |
| Campionat del món  |                         |               |                  |
| Any                | Lloc                    | Medalla       | Prova            |
| 2009               | Antalya ( Turquia)      | 2             | Sabre per equips |
| 2010               | París ( França)         | 3             | Sabre per equips |
| 2014               | Kazan ( Rússia)         | 2             | Sabre per equips |
| 2015               | Moscou ( Rússia)        | 2             | Sabre individual |
| 2017               | Leipzig ( Alemanya)     | 3             | Sabre individual |
| 2017               | Leipzig ( Alemanya)     | 3             | Sabre per equips |
| 2018               | Wuxi ( R.P. de la Xina) | 1             | Sabre per equips |
| 2019               | Budapest ( Hongria)     | 2             | Sabre per equips |
| Campionat d'Europa |                         |               |                  |
| Any                | Lloc                    | Medalla       | Prova            |
| 2008               | Kíev ( Ucraïna)         | 3             | Sabre per equips |
| 2014               | Estrasburg ( França)    | 2             | Sabre per equips |
| 2015               | Montreux ( Suïssa)      | 2             | Sabre per equips |
| 2016               | Toruń ( Polònia)        | 2             | Sabre per equips |
| 2017               | Tbilisi ( Geòrgia)      | 3             | Sabre per equips |
| 2018               | Novi Sad ( Sèrbia)      | 2             | Sabre individual |
| 2018               | Novi Sad ( Sèrbia)      | 3             | Sabre per equips |
| 2019               | Düsseldorf ( Alemanya)  | 3             | Sabre per equips |